# Martín Cardozo (Fußballspieler, 1992)
Martín Cardozo, vollständiger Name Martín Maximiliano Cardozo Viglielm, (* 10. September 1992 in Montevideo) ist ein uruguayischer Fußballspieler.

## Verein
Der nach Angaben seines Vereins 1,82 Meter große Offensivakteur Cardozo gehört mindestens seit der Spielzeit 2012/13 zum Kader des Erstligisten El Tanque Sisley. In jener Saison absolvierte er zwei Einsätze in der Primera División. Er debütierte in der Apertura 2012 am 23. September 2012 beim 1:0-Sieg im Heimspiel gegen River Plate. Am 25. November 2012 beim 2:2 gegen den Liverpool FC, als er in der 80. Minute für Gaston Minutillo eingewechselt wurde, kam er zu seinem zweiten Einsatz. In der Saison 2013/14 bestritt er kein weiteres Erstligaspiel. Nach der Apertura 2013 lief der Vertrag Cardozos bei El Tanque Sisley aus. Ende Januar 2014 wurde er als Abgang ohne weitere Zielangabe geführt. Eine weitere Kaderzugehörigkeit im Profifußball ist für ihn seither (Stand: 11. September 2016) nicht verzeichnet.